# 79889 Maloka
79889 Maloka este un asteroid din centura principală de asteroizi.

## Descriere
79889 Maloka este un asteroid din centura principală de asteroizi. A fost descoperit pe 8 ianuarie 1999 la Mérida de Orlando A. Naranjo Villarroel. Asteroidul prezintă o orbită caracterizată de o semiaxă mare de 2,77 ua, o excentricitate de 0,15 și o înclinație de 3,7° în raport cu ecliptica.